# تپه سیمیار دشت ۲
تپه سیمیار دشت ۲ مربوط به دوران‌های تاریخی پس از اسلام است و در شهرستان قزوین، روستای سیمیاردشت واقع شده و این اثر در تاریخ ۲۵ اسفند ۱۳۷۹ با شمارهٔ ثبت ۳۱۶۴ به‌عنوان یکی از آثار ملی ایران به ثبت رسیده است.